# La Vergne (Charente-Maritime)
Pour les articles homonymes, voir La Vergne.
La Vergne est une commune du Sud-Ouest de la France située dans le département de la Charente-Maritime (région Nouvelle-Aquitaine). Ses habitants sont appelés les Vergnauds et les Vergnaudes.

## Géographie
La Vergne est un petit village agricole situé à 4,32 Km de Saint Jean d'Angély en direction de l'Ouest séparé en deux par la D 739 qui rejoint vers l'Ouest Tonnay-Charente et Rochefort-sur-Mer. Ses deux entités sont: La Haute Vergne au Nord et La Basse Vergne au Sud. Les principales activités de la commune sont: la production céréalière, la production viticole de Pineau, l’élevage bovin, ovin, sur une superficie de 1247 Ha.Le village est desservi par la sortie N° 34 de l'autoroute A 10.

### Communes limitrophes
| Landes  | La Benâte | Saint-Denis-du-Pin  |
| Torxé   | La Vergne | Saint-Jean-d'Angély |
| Voissay | Ternant   |                     |

## Urbanisme

### Typologie
Au 1er janvier 2024, La Vergne est catégorisée commune rurale à habitat dispersé, selon la nouvelle grille communale de densité à 7 niveaux définie par l'Insee en 2022.
Elle est située hors unité urbaine. Par ailleurs la commune fait partie de l'aire d'attraction de Saint-Jean-d'Angély, dont elle est une commune de la couronne,. Cette aire, qui regroupe 37 communes, elle est catégorisée dans les aires de moins de 50 000 habitants,.

### Occupation des sols
L'occupation des sols de la commune, telle qu'elle ressort de la base de données européenne d’occupation biophysique des sols Corine Land Cover (CLC), est marquée par l'importance des territoires agricoles (90,1 % en 2018), une proportion sensiblement équivalente à celle de 1990 (90,3 %). Le bâti foncier étant regroupé dans les deux entités Nord et Sud du territoire. Quelles constructions éparses sont dispersées sur le territoire. La répartition détaillée en 2018 est la suivante : 
terres arables (76,1 %), zones agricoles hétérogènes (9,7 %), milieux à végétation arbustive et/ou herbacée (5,9 %), prairies (4,3 %), zones urbanisées (3,8 %), zones industrielles ou commerciales et réseaux de communication (0,2 %). L'évolution de l’occupation des sols de la commune et de ses infrastructures peut être observée sur les différentes représentations cartographiques du territoire : la carte de Cassini (XVIIIe siècle), la carte d'état-major (1820-1866) et les cartes ou photos aériennes de l'IGN pour la période actuelle (1950 à aujourd'hui).

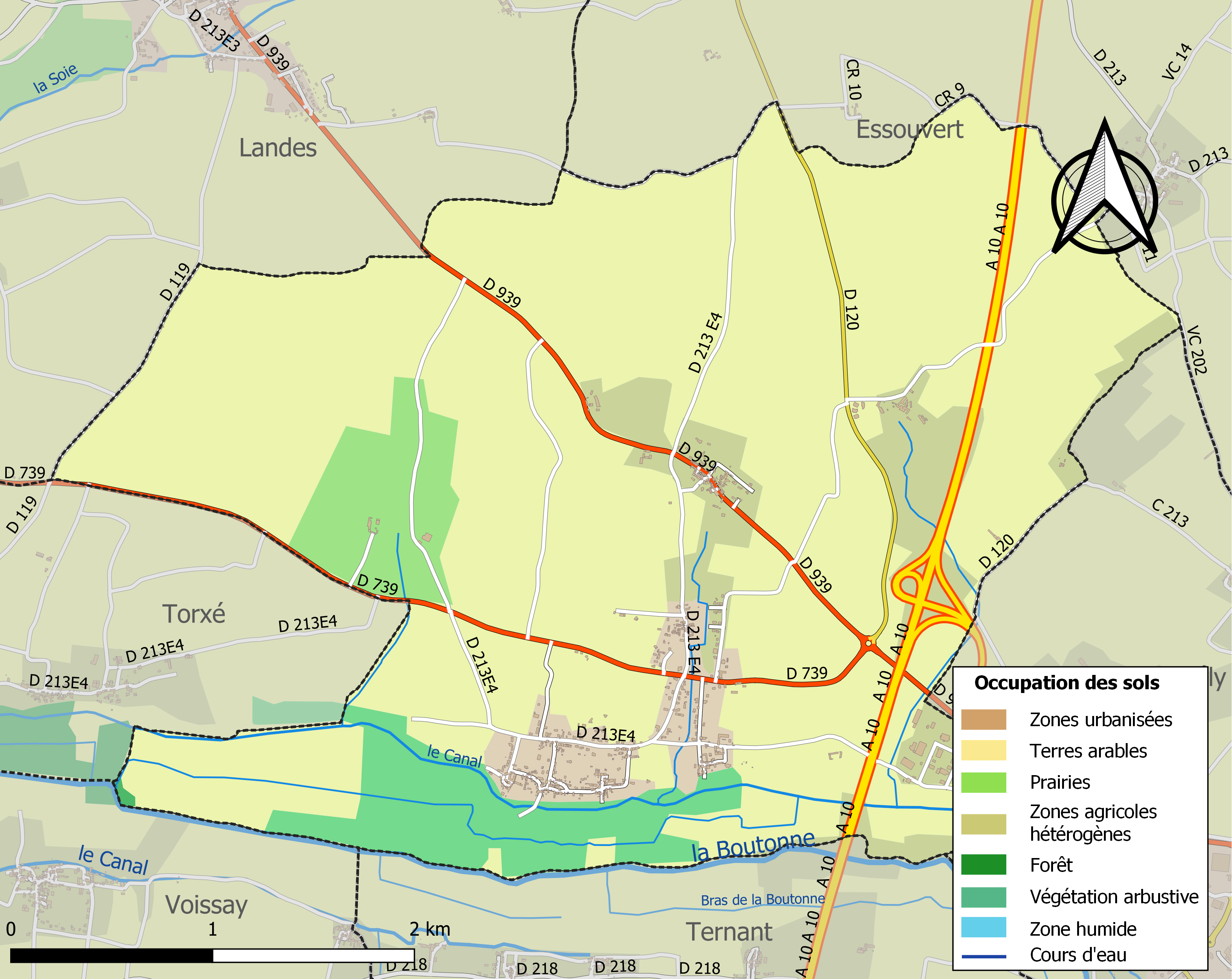
Carte des infrastructures et de l'occupation des sols de la commune en 2018 (CLC).

### Risques majeurs
Le territoire de la commune de La Vergne est vulnérable à différents aléas naturels : météorologiques (tempête, orage, neige, grand froid, canicule ou sécheresse), inondations, mouvements de terrains et séisme (sismicité modérée). Il est également exposé à un risque technologique, le transport de matières dangereuses sur la RD 739. Un site publié par le BRGM permet d'évaluer simplement et rapidement les risques d'un bien localisé soit par son adresse soit par le numéro de sa parcelle.

#### Risques naturels
Certaines parties du territoire communal sont susceptibles d’être affectées par le risque d’inondation par débordement de cours d'eau dans la zone de la basse Vergne, en bordure de La Boutonne. La commune a été reconnue en état de catastrophe naturelle au titre des dommages causés par les inondations et coulées de boue survenues en 1982, 1983, 1993, 1999 et 2010,.

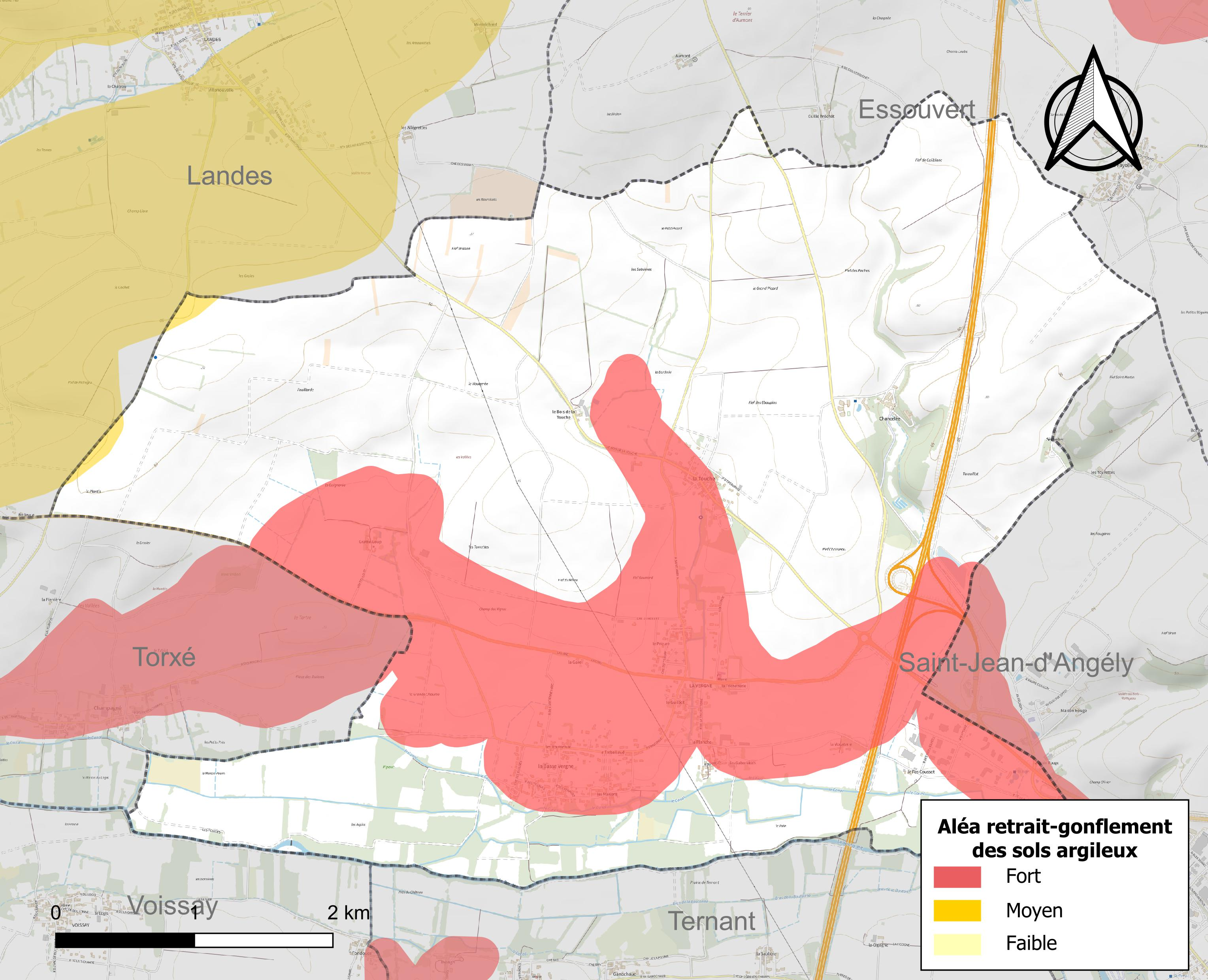
Carte des zones d'aléa retrait-gonflement des sols argileux de La Vergne.

Les mouvements de terrains susceptibles de se produire sur la commune sont des tassements différentiels.
Le retrait-gonflement des sols argileux est susceptible d'engendrer des dommages importants aux bâtiments en cas d’alternance de périodes de sécheresse et de pluie. 27,3 % de la superficie communale est en aléa moyen ou fort (54,2 % au niveau départemental et 48,5 % au niveau national). Sur les 323 bâtiments dénombrés sur la commune en 2019, 296 sont en aléa moyen ou fort, soit 92 %, à comparer aux 57 % au niveau départemental et 54 % au niveau national. Une cartographie de l'exposition du territoire national au retrait gonflement des sols argileux est disponible sur le site du BRGM,.
Par ailleurs, afin de mieux appréhender le risque d’affaissement de terrain, l'inventaire national des cavités souterraines permet de localiser celles situées sur la commune.
Concernant les mouvements de terrains, la commune a été reconnue en état de catastrophe naturelle au titre des dommages causés par des mouvements de terrain en 1983, 1999 et 2010.

#### Risques technologiques
Le risque de transport de matières dangereuses sur la commune est lié à sa traversée par la RD 739 ou des infrastructures routières ou ferroviaires importantes ou la présence d'une canalisation de transport d'hydrocarbures. Un accident se produisant sur de telles infrastructures est susceptible d’avoir des effets graves sur les biens, les personnes ou l'environnement, selon la nature du matériau transporté. Des dispositions d’urbanisme peuvent être préconisées en conséquence.

## Toponymie
Du gaulois Verno, signifiant la présence de bois d'aulnes. Le nom de vergne est en effet un des autres noms de l'aulne, présent en France dans les toponymes de Verna, Vern, Vergne, Verne, Vergnes.

## Administration

### Liste des maires
| Période                                  | Période        | Identité      | Étiquette | Qualité                         |
| ---------------------------------------- | -------------- | ------------- | --------- | ------------------------------- |
| mars 2002                                | mars 2008      | Joëlle Marien | SE        |                                 |
| mars 2008                                | septembre 2012 | Pierre Bouloc | SE        | Décédé en cours de mandat       |
| novembre 2012                            | en cours       | Alain Ingrand | DVD       | Retraité - Prothésiste dentaire |
| Les données manquantes sont à compléter. |                |               |           |                                 |

## Démographie

### Évolution démographique
L'évolution du nombre d'habitants est connue à travers les recensements de la population effectués dans la commune depuis 1793. Pour les communes de moins de 10 000 habitants, une enquête de recensement portant sur toute la population est réalisée tous les cinq ans, les populations de référence des années intermédiaires étant quant à elles estimées par interpolation ou extrapolation. Pour la commune, le premier recensement exhaustif entrant dans le cadre du nouveau dispositif a été réalisé en 2006.

En 2022, la commune comptait 610 habitants, en évolution de +3,57 % par rapport à 2016 (Charente-Maritime : +4,04 %, France hors Mayotte : +2,11 %).
| 1793 | 1800 | 1806 | 1821 | 1831 | 1836 | 1841 | 1846 | 1851 |
| ---- | ---- | ---- | ---- | ---- | ---- | ---- | ---- | ---- |
| 294  | 450  | 556  | 587  | 597  | 567  | 578  | 597  | 603  |

| 1856 | 1861 | 1866 | 1872 | 1876 | 1881 | 1886 | 1891 | 1896 |
| ---- | ---- | ---- | ---- | ---- | ---- | ---- | ---- | ---- |
| 616  | 632  | 679  | 660  | 661  | 658  | 614  | 577  | 565  |

| 1901 | 1906 | 1911 | 1921 | 1926 | 1931 | 1936 | 1946 | 1954 |
| ---- | ---- | ---- | ---- | ---- | ---- | ---- | ---- | ---- |
| 518  | 530  | 522  | 486  | 443  | 474  | 451  | 473  | 494  |

| 1962 | 1968 | 1975 | 1982 | 1990 | 1999 | 2006 | 2011 | 2016 |
| ---- | ---- | ---- | ---- | ---- | ---- | ---- | ---- | ---- |
| 534  | 548  | 526  | 479  | 591  | 569  | 606  | 608  | 589  |

| 2021 | 2022 | - | - | - | - | - | - | - |
| ---- | ---- | - | - | - | - | - | - | - |
| 605  | 610  | - | - | - | - | - | - | - |

## Culture locale et patrimoine

### Lieux et monuments
- Petite Eglise - Saint-Martin - (Haute Vergne). D 213 E 4.
- Cimetière communal - (Haute Vergne). D 213 E 4.
- Salle municipale avec parking et terrain pour fêtes champêtre - (Haute Vergne).
- Ancien terrain de Football avec mâts d'éclairage, haut grillage avec haie de Peupliers - (Haute Vergne).
- Parc municipal arboré clôturé, 1 mini stade multi-sports avec enceinte grillagé, mâts d'éclairage, terrains de boules aménagés, kiosque, tables de pic nic, mini manège pour enfants, table de Ping Pong, parking et toilettes, urinoirs - (Basse Vergne).
- Mairie - (Haute Vergne). D 739.
- Ecole élémentaire adossée à la Mairie (1 classe) fermée - (Haute Vergne).
- Monument aux morts 14/18 - 39/45 - Algérie - (Haute Vergne). D 213 E 4.
- Chemins de rives - La Boutonne - (Basse Vergne).
- Canal Nord de dérivation de La Boutonne "Saint Eutrope" - (Basse Vergne).
- Zone Artisanale de Moulinveau - à l'Est, en limite de St Jean d'Angély. 30 entreprises et Artisans.
- La Touche - au Nord, quartier rattaché au village - (Haute Vergne). traversé par la D 939.
- Village desservi depuis l'autoroute A 10 l'Aquitaine par l'échangeur n° 34.
- Château de Chancelée - propriété Privée - ( à l'écart du village ) en direction de Bernay St Martin.
- 3 ruisselets descendants du Nord vers le Sud, depuis le lieu dit "La Touche", avec un (régime pluvial - Océanique), se rejoignent en 1 seul appelé "Ruisseau Saint Martin". Il traverse le territoire de la commune dans un petit canal sinueux, passe sous la RD 739 et longe le parc municipal et ses grands arbres vers l'Ouest, et se jette dans le canal Nord "Saint-Eutrope" de La Boutonne. (Basse Vergne).
- Plusieurs chemins traversent le territoire communal.

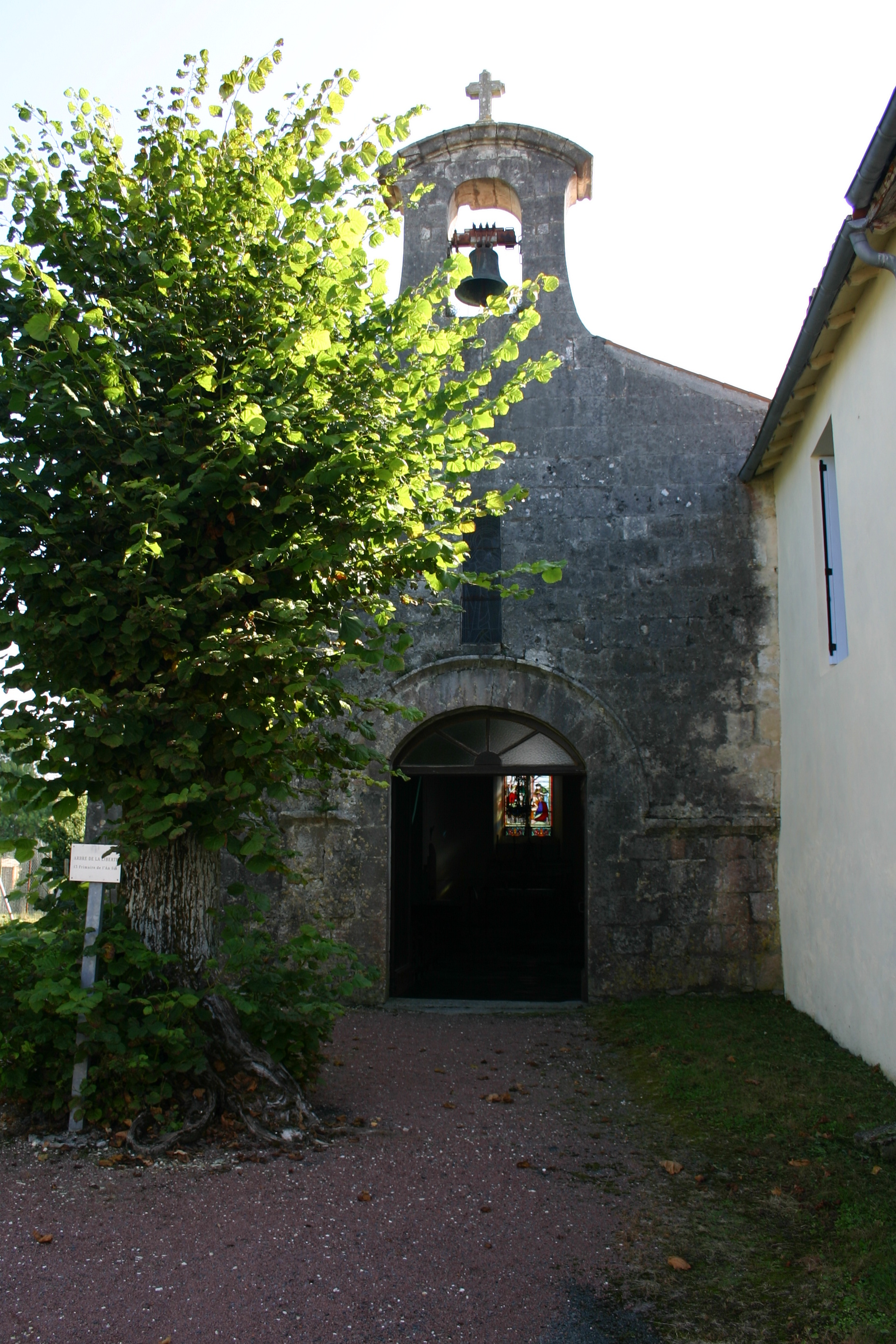
La modeste Église Saint-Martin
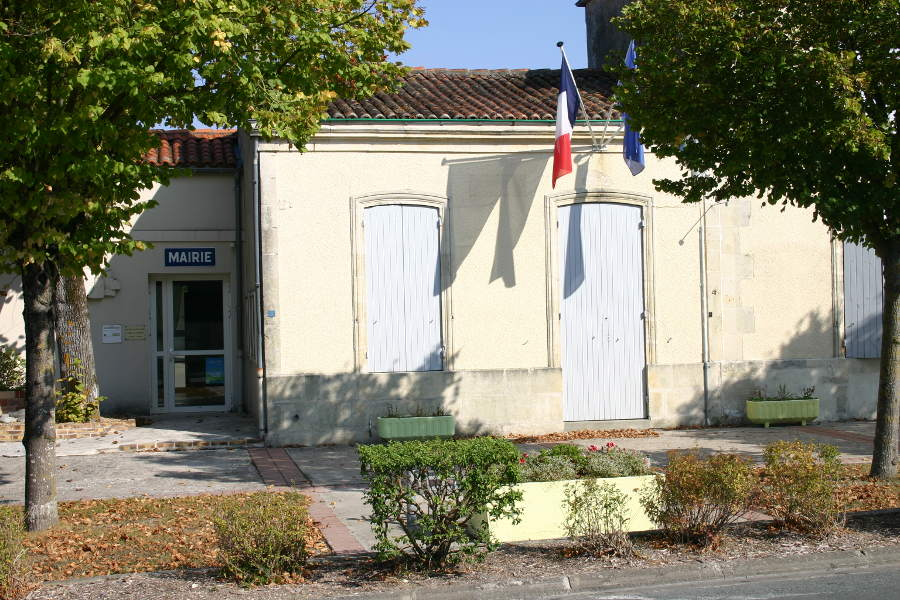
Mairie - Accueil, Salle des Mariages

### Héraldique
| Blason de La Vergne | Blason  | Tiercé en pairle renversé : au 1er de gueules à un vergne [aulne] d'or, au 2e d'or à une grappe de raisin de pourpre pamprée au naturel, au 3e d'azur à trois fasces ondées d'argent et à une épée basse d'or brochante. |
| Blason de La Vergne | Détails | Armes parlantes (vergne). Le statut officiel du blason reste à déterminer. |